# Tom Raworth
Tom Raworth, celým jménem Thomas Moore Raworth, (19. července 1938 – 8. února 2017) byl anglický básník a vydavatel s irskými předky.

## Kariéra
Počátkem šedesátých let vydával časopis Outburst. Později založil nakladatelství Matrix Press. V letech 1967 až 1970 studoval na Essexské univerzitě. Svou první knihu nazvanou The Relation Ship vydal roku 1967 (znovu vyšla roku 1969 a v té době za ní Raworth dostal cenu Alice Hunt Bartlett Prize). Později vydal řadu dalších sbírek. V roce 1972 získal cenu Cholmondeley Award. Velkou část svého života měl zdravotní problémy. Již v padesátých letech prodělal otevřenou operaci srdce. Koncem roku 2016 se začal léčit kvůli rakovině. Dne 23. ledna 2017 zanechal na svém blogu poslední zprávu, v níž žádal své příznivce, aby mu přestali posílat finanční dary, neboť jeho rakovina metastazovala do dalších orgánů a již nebylo možné ji vyléčit. Zemřel 8. února 2017 ve věku 78 let.